# Claudia Ana Costea
Claudia Ana Costea n. 25 februarie 1967, București, România este o politiciană, juristă și profesoară universitară română. Claudia Costea este, din octombrie 2012, profesor universitar la Facultatea de Drept, în domeniile Dreptul muncii, Dreptul securității sociale și Drept social european. În 2001-2002 a fost adjunct al Avocatului Poporului, în 2001 fiind și secretar general adjunct în Ministerul Afacerilor Externe. A fost ministru la Ministerul Muncii și Justiției Sociale în Guvernul Dacian Cioloș.